# إكوما سيكييغاوا
إكوما سيكييغاوا (باليابانية: 関川 郁万) (مواليد 13 سبتمبر 2000) هو لاعب كرة قدم ياباني.

## وصلات خارجية
- إكوما سيكييغاوا على موقع رابطة كرة القدم اليابانية للمحترفين (اليابانية)
- إكوما سيكييغاوا على موقع إي إس بي إن إف سي (الإنجليزية)
- إكوما سيكييغاوا على موقع قاعدة بيانات كرة القدم.إي يو (الإنجليزية)
- إكوما سيكييغاوا على موقع Soccerway.com (الإنجليزية)
- إكوما سيكييغاوا على موقع عالم كرة القدم.نت (الإنجليزية)